# III. SS-Panzerkorps
III. SS-Panzerkorps var en tysk Waffen-SS pansarkår under andra världskriget. Kåren benämndes ibland III. (germanische) SS-Panzerkorps för att understryka att den huvudsakligen bestod av olika frivilliga förband från germanska länder. I praktiken så kom kåren ha ett mycket svagt inslag av pansartrupper.

## Slaget vid Narva

### Organisation
15 juni 1944 
- Kårstab
  - Schwere SS-Panzer-Abteilung 103 (SS Nr.103)
  - Werfer-Abteilung 103 / 503
  - Schwere SS-Artillerie-Abteilung 503
  - SS-Korps-Nachrichten-Abteilung 3
  - Schwere Beobachtungs Batterie 103 / 503
  - SS-Nachschubtruppen 503
  - SS-Sanitäts-Abteilung 503
  - Feldgendarmerie-Trupp 103 / 503
  - SS-Feldpostamt 503
  - SS-Feld-Ersatz-Brigade 103
- 11. SS Freiwilligen-Panzergrenadier-Division Nordland
- 20. Waffen-Grenadier-Division der SS (estnische Nr. 1)
- 4. SS-Freiwilligen-Panzergrenadier-Brigade Nederland

## Kurland

### Organisation
16 september 1944
- Kårstab
  - Werfer-Abteilung 103 / 503
  - Schwere SS-Artillerie-Abteilung 503
  - SS-Korps-Nachrichten-Abteilung 3
  - Schwere Beobachtungs Batterie 103 / 503
  - SS-Nachschubtruppen 503
  - SS-Sanitäts-Abteilung 503
  - Feldgendarmerie-Trupp 103 / 503
  - SS-Feldpostamt 503
  - SS-Feld-Ersatz-Brigade 103
  - Schwere SS-Panzer-Abteilung 103 (SS Nr.103)
- 11. SS Freiwilligen-Panzergrenadier-Division Nordland
- 20. Waffen-Grenadier-Division der SS (estnische Nr. 1)
- 6. SS-Freiwilligen-Sturmbrigade Langemarck
- 5. SS-Freiwilligen-Sturmbrigade Wallonien
- 4. SS-Freiwilligen-Panzergrenadier-Brigade Nederland
- 11. Infanterie-Division
- 300. Infanterie-Division

## Befälhavare
Kårchefer:
- SS-Obergruppenführer Felix Steiner (1 maj 1943 - 9 nov 1943)
- SS-Obergruppenführer Georg Keppler (9 nov 1944 - 4 feb 1945)
- SS-Obergruppenführer Matthias Kleinheisterkamp (4 feb 1945 - 11 feb 1945)
- SS-Gruppenführer Martin Unrein (11 feb 1945 - 5 mars 1945)
- SS-Brigadeführer Joachim Ziegler (5 mars 1945- 8 maj 1945)